# Kościół Chrystusa Króla we Włocławku
Kościół Chrystusa Króla we Włocławku – rzymskokatolicki kościół parafialny należący do parafii pod tym samym wezwaniem (dekanat włocławski I diecezji włocławskiej). Znajduje się na włocławskim osiedlu Rózinowo.
W 1932 roku mieszkańcy Rożinowa powołali Komitet Budowy Kościoła Chrystusa Króla. W pracy Komitetu szczególne zasługi położyli dwaj parafianie: Jan Baliszewski i Leon Wesołkowski. Dzięki aktywności mieszkańców zostały zebrane odpowiednie fundusze, które pozwoliły na zakupienie placu pod świątynię i rozpoczęcie wstępnych prac budowlanych.
W dniu 9 grudnia 1933 roku biskup włocławski Karol Radoński erygował parafię Chrystusa Króla w Rózinowie, wydzieloną z miejscowości należących wcześniej do parafii Wieniec i do parafii św. Jana Chrzciciela we Włocławku.
Pierwszym proboszczem parafii został ksiądz Józef Pełczyński, który już wcześniej z ramienia kurii diecezjalnej kierował pracami budowlanymi i przygotowywał uroczystości położenia kamienia węgielnego, które odbyły się w dniu 10 grudnia 1933 roku.
Budowa świątyni, zaprojektowanej przez architekta Lucjana Jezierskiego, była kontynuowana od 1935 roku przez nowego proboszcza parafii, księdza Józefa Szymaka, który w pierwszych dniach okupacji został aresztowany przez hitlerowców, następnie wywieziony do obozu koncentracyjnego w Dachau, gdzie został zamordowany w 1942 roku.
W momencie wybuchu II wojny światowej świątynia była ukończona, odprawiane były już msze święte i inne nabożeństwa. W 1941 roku hitlerowcy zaminowali i wysadzili świątynię. Gruz został wykorzystany przez hitlerowców do utwardzenia drogi. Po kościele zachowały się tylko fundamenty.
Po zakończeniu wojny proboszczem parafii został ksiądz Stanisław Anzorge; pod jego kierunkiem szybko przystąpiono do dzieła odbudowy świątyni według przedwojennego planu. W tym czasie msze odprawiane były w baraku przy plebanii. W dniu 10 października 1948 roku bp Karol Radoński konsekrował nowy kościół. W późniejszych latach były prowadzone prace wykończeniowe i konserwacyjne.
Świątynia jest jednonawowa, wzniesiona z cegły, otynkowana, pokryta blachą. Kościół został wyremontowany wewnątrz w latach 1997–1999. W prezbiterium jest umieszczona figura Chrystusa Króla (1985), natomiast w ołtarzu bocznym znajduje się kopia obrazu Matki Bożej Częstochowskiej, chrzcielnica drewniana została wykonana w 1966 roku.
W 2008 roku została wyremontowana wieża i pomalowany fronton świątyni. W 2010 roku zostało wykonane złocenie tabernakulum.